# Китник рівний
{{#ifeq:0|0|{{#if:|{{#if:Alopecurusaequalis|[[]}}|}}}}
Китник рівний, китник рудий, китник бурий, китник жовтий (Alopecurus aequalis Sobol.)  — вид тонконогоцвітих рослин родини тонконогових.

## Поширення, екологія
Живе у більшій частині Північної півкулі, від Північної Африки (Марокко і Алжир) до Ісландії й Гренландії і на схід через Середземне море, Центральну та Східну Європу, Сибір, Кавказ, Монголію і Гімалаї до Камчатки, Японії, на Корейський півострів і Китай. Також зустрічається на більшій частині північної і західної частини Північної Америки.
Китник рівний зазвичай росте на водно-болотних угіддях з коливаннями рівня води, де конкуренція придушується або коливанням рівнів води або за допомогою інших засобів, таких як антропогенний вплив. Найбільш часті місця проживання: краї озер, вапнякові й гравійні кар'єри, але вид також зустрічається на сирих луках, вологих лісових галявинах, потокових і річкових краях і канавах.

## Морфологія
Це багаторічна купинова трава. Вона має прямостоячі стебла від 10 до близько 70 сантиметрів у висоту. Листя коротке, світло-зелене, м'яке, рідко перевищує 10 сантиметрів завдовжки, шириною 2-6 мм. Циліндричне суцвіття кілька сантиметрів в довжину і цвіте від білого до жовтого й до яскраво-помаранчевого кольору тичинками. 2n = 14.

## Використання
Цей вид має цілющі властивості, наприклад протизапальну, детоксикаційну і сечогінну дію. Вид може бути використаний в лікуванні набряків, вітряної віспи та при зміїних укусів. Він також може бути використаний в цілому, як зерно, але зазвичай його подрібнюють на борошно і використовують з іншими зерновими для приготування хліба.